# Christian Martin Leopold Stark
Christian Martin Stark (geb. 6. November 1761 in Tiefurt bei Weimar; gest. 16. Oktober 1837) war Großherzoglich Sachsen-Weimarischer Landkommissar zu Buttelstedt. Außerdem war er Pächter vom Kammergut Ettersburg und Rittergutsbesitzer in Buttelstedt.
Stark war Sohn eines Kammergutspächters in Tiefurt. Zunächst selbst Pächter in Tiefurt, erhielt er im Tausch das Kammergut Ettersburg zur Pacht. Im Jahre 1823 wurde Stark in den Landstand gewählt. Stark war außerdem Mitglied des Landtages von Sachsen-Weimar-Eisenach.